# Фуша е Вогъл
Фуша е Вогъл (на албански: Fusha e Vogël, Фуша е Вогъл) е село в Република Албания, част от община Дебър, административна област Дебър.

## География
Селото е разположено в историкогеографската област Поле, близо до границата със Северна Македония.

## История
Селото е създадено чрез сливането на две села – Куртбег (Kurtbeg) и Чанка или Ченка (Çankë). В „Етнография на вилаетите Адрианопол, Монастир и Салоника“, издадена в Константинопол в 1878 година и отразяваща статистиката на населението от 1873 година, Чанти (Tchanty) е посочено като село с 13 домакинства, като жителите му са 28 албанци мюсюлмани, а Куртбеговци (Courtbégovtzi) е с 8 домакинства и 15 жители албанци мюсюлмани и 24 българи.
След Балканската война в 1913 година селата попадат в новосъздадена Албания.
През Първата световна война австро-унгарските военни власти провеждат преброяване в 1916 – 1918 година в окупираните от тях части на Албания и Куртбег е регистрирано като село със 112 албанци мюсюлмани. Езиковедите Клаус Щайнке и Джелал Юли смятат резултатите от преброяването за точни.
В рапорт на Сребрен Поппетров, главен инспектор-организатор на църковно-училищното дело на българите в Албания, от 1930 година Ченка е отбелязано като село с 40 къщи, а Курт бег с 60.
До 2015 година селото е част от община Макелари.